# Paekākāriki Hill
Paekākāriki Hill  est une localité rurale du secteur de Porirua située dans l’Île du Nord de la Nouvelle-Zélande.

## Situation
Elle est localisée à l’intérieur des terres, derrière les banlieues de Paraparaumu et Raumati.
Paekākāriki Hill Road passe à proximité du nord en direction du sud à partir de Paekakariki en direction de Pauatahanui.
Grays Road circule le long de la côte nord du bras de Pauatahanui du Te Awarua-o-Porirua Harbour (en), qui forme la limite sud de la localité.

## Accès
Paekākāriki Hill Road, construite en 1849, était la principale route nationale du nord jusqu’en 1939.
La route, qui est maintenant complètement goudronnée, reste étroite et sinueuse.
Elle donne une bonne vue sur la côte.

## Histoire
La bataille de Battle Hill (en) , constitue une partie des Guerres maories, qui se sont déroulées dans le secteur en 1846.

## Démographie
La zone statistique de Paekākāriki Hill couvre 35,77 km2.
Elle a une population estimée de 380 habitants en juin 2023 avec une densité de population de 10,6 personnes par km2.
La localité de Paekākāriki Hill avait une population 375 habitants lors du recensement néo-zélandais de 2018, en augmentation 12 personnes (3,3 %) depuis le recensement néo-zélandais de 2013 et une augmentation de 24 personnes (6,8 %) depuis le recensement de 2006 en Nouvelle-Zélande.
Il y avait 135 logements, comprenant 192 hommes et 183 femmes, donnant un sexe-ratio de 1,05 homme pour une femme.
L’âge médian était de 45,2 ans (comparé avec les 37,4 ans au niveau national), avec 75 personnes (20,0 %) âgées de moins de 15 ans, 63 personnes (16,8 %) âgées de 15 à 29 ans, 177 personnes (47,2 %) âgées de 30 à 64 ans, et 60 personnes (16,0 %) âgées de 65 ans ou plus .
L’ethnicité était pour 93,6 % européens/Pākehā, 10,4 % Māori, 1,6 % personnes venant de l’océan Pacifique (en), 4,0 % personnes d’origine Asiatique (en) , et 3,2 % d’une autre ethnicité.
Les personnes peuvent s’identifier de plus d’une ethnicité en fonction de l’origine de leurs parents.
Le pourcentage de personnes nées outre-mer était de 20,8 %, comparée avec les 27,1 % au niveau national.
Bien que certaines personnes choisissent de ne pas répondre aux questions du recensement concernant leur affiliation religieuse , 64,0 % n’ont aucune religion, 28,0 % sont chrétiens (en), 1,6 % sont hindouistes (en) et 2,4 % ont une autre religion.
Parmi ceux d’au moins 15 ans d’âge, 87 personnes (29,0 %) ont une licence ou un degré universitaire supérieur et 36 personnes (12,0 %) n’ont aucune qualification formelle.
Le revenu médian est de 47,500 $, comparé avec les 31,800 $ au niveau national mais 102 personnes (34,0 %) gagnent  plus de 70,000 $ comparées aux 17,2 % au niveau national.
Le statut d’emploi de ceux d’au moins 15 ans d’âge est pour 168 personnes (56,0 %)  un emploi à plein temps,  pour 48 personnes (16,0 %) un emploi à temps partiel et 9 personnes (3,0 %) sont sans emploi .